# Gizo

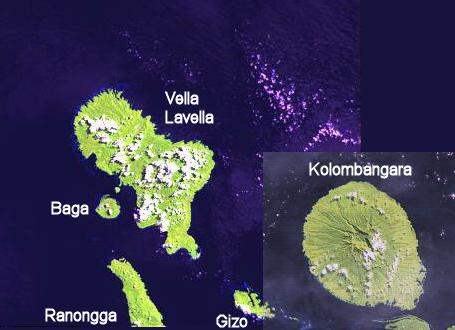
Gizo

Gizo é uma cidade das Ilhas Salomão, na ilha Ghizo, na Província Ocidental. 
A cidade contava em 2007 com mais de 3000 habitantes, sendo a segunda cidade mais importante do país. A cidade está comunicada com as outras ilhas por um pequeno aeroporto que conta com uma pista asfaltada.
Gizo foi a base usada por Robert Ballard para rodar seus documentários para National Geographic.
Em 2 de abril de 2007, Ghizo e outras ilhas do país sofreram os efeitos de um tsunami causado pelo sismo de magnitude 8,1 na escala de Richter.